# Reserva universitaria de la Escuela Granja de Esperanza

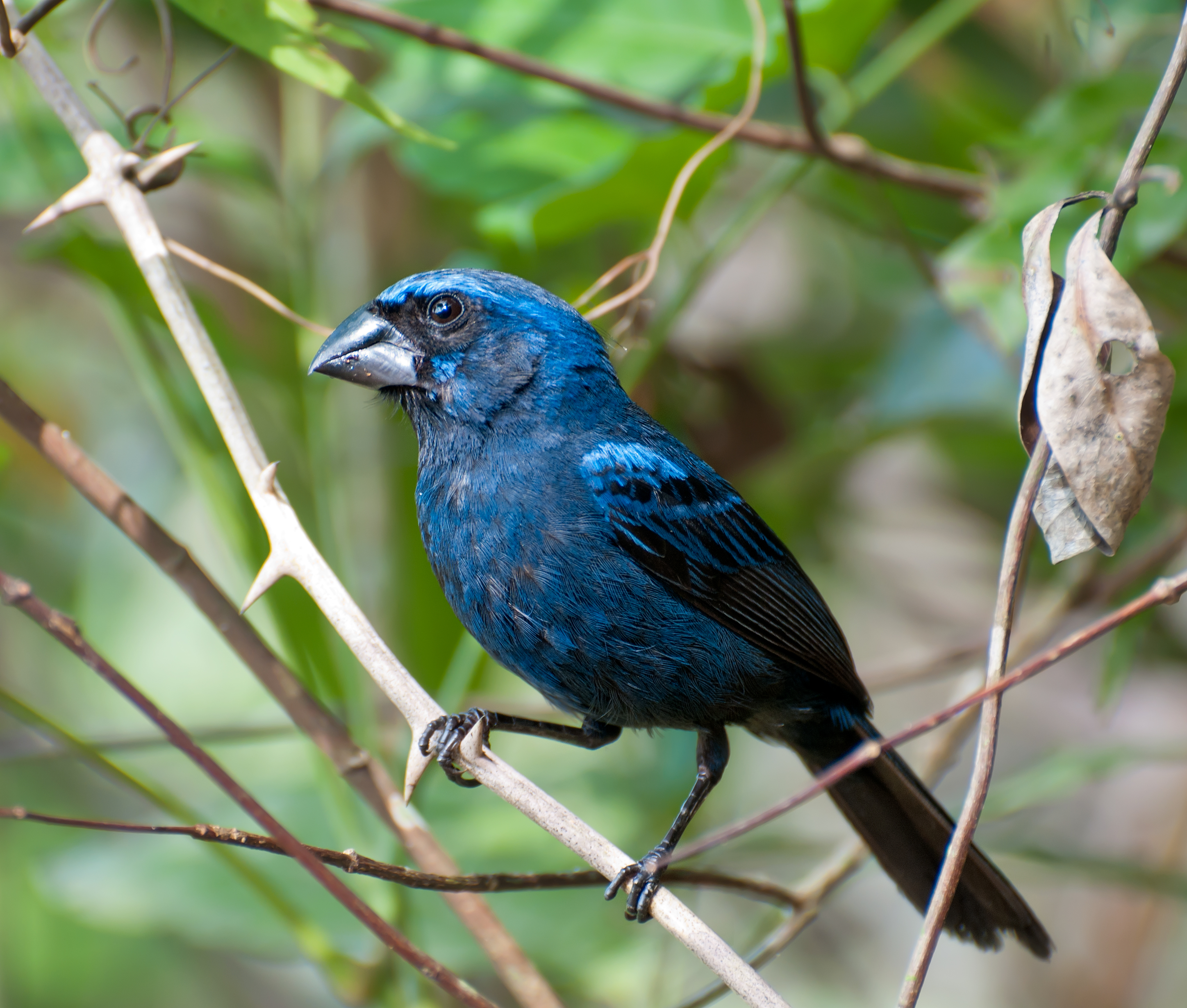
Reinamora (Cyanocompsa brissonii).

La Reserva Natural "Med. Vet. Martín R de la Peña" es un área protegida de la Universidad Nacional del Litoral que abarca una superficie de 70 ha. Está situada a unos 5 km de la ciudad de Esperanza en el departamento Las Colonias, en el centro de la provincia de Santa Fe, Argentina. 

## Características generales
El área protegida fue creada, por iniciativa del Med. Vet. Martín R. de la Peña, mediante la Resolución universitaria 353/80 del año 1980, de la Universidad Nacional del Litoral de la provincia de Santa Fe. El objetivo de su creación fue proteger un área de monte nativo, de espinillares y algarrobales, con su fauna característica, ubicada en cercanías del río Salado, en una zona altamente poblada e intensamente dedicada a las actividades agropecuarias.
Hasta el año 2003, el área estuvo catalogada como "Reserva de Recursos" en el Sistema de Áreas Naturales Protegidas de Santa Fe. Posteriormente, y a partir de la Ley Provincial N° 12175/2003, no cuenta con categorías en el sistema de áreas protegidas de la provincia.

## Ambiente
La reserva constituye uno de los pocos espacios que han conservado el bosque nativo xerófilo de algarrobo y quebracho blanco, en el área de transición entre las llanuras chaqueña y pampeana. Esto ha sido posible debido a la relativa poca aptitud de estos terrenos -en comparación con la zona circundante- para la práctica de la agricultura y la ganadería. Esta falta de interés productivo se quedó establecido a lo largo del tiempo a causa de las periódicas crecientes del Río Salado, que con cierta frecuencia anegan la zona.

## Flora
La cubierta vegetal de la reserva muestra con cierta claridad la transición y zona de superposición de las especies propias de la región chaqueña en el norte y la región pampeana en el sur. Entre otros, se encuentran ejemplares de algarrobo blanco (Prosopis alba), el chañar (Geoffroea decorticans), el tala de burro (Grabowskia duplicata), el tala común (Celtis tala), el curupí (Sapium haematospermum) y el quebracho blanco (Aspidosperma quebracho-blanco). En los sectores afectados por las crecientes están presentes las chilcas (Baccharis chilco). La vegetación de menor porte está compuesta por gramíneas, epífitas y cactáceas.
Un relevamiento realizado en la flora de la reserva en el año 2004 produjo la identificación de 70 familias y 263 especies. Las familias de mayor frecuencia de hallazgo fueron, en orden decreciente, las asteráceas, las gramíneas o poáceas, las fabáceas y las solanáceas.

## Fauna
La reserva se caracteriza por su riqueza ornotológica. Se han registrado más de 100 especies de aves entre los que se encuentran el carpinterito común (Picumnus cirratus), la reinamora (Cyanocompsa brissonii) y el tingazú (Piaya cayana).

Se han realizado algunos avistajes de copetonas (Eudromia elegans) y tordos charrúa (Gnorimopsar chopi). Existen registros de tataupá común (Crypturellus tataupa), urutaú (Nyctibius griseus), chuña (Cariama cristata) y charata (Ortalis canicollis).

Existe evidencia fotográfica de un ejemplar de picaflor picudo (Heliomaster longirostris), un ave escasamente registrada en la Argentina.